# Station Lisburn
Station Lisburn is een spoorwegstation in Lisburn in het Noord-Ierse graafschap Antrim. Het station ligt aan de lijn Belfast - Newry. 